# Коммерс (Техас)
Коммерс англ. Commerce — город в округе Хант, Техас, США, расположенный на восточной окраине Северного Техаса, в самом сердце Техасских Блэклендских прерий. Город находится в 72 км к югу от границы Техаса и Оклахомы. Коммерс — второй по величине город округа Хант с населением 9090 человек по данным переписи 2020 года. В городе находится Техасский университет A & M-Commerce с более чем 12 000 студентов, который работает в городе с 1894 года. Коммерс — один из самых маленьких студенческих городков Техаса.

## История

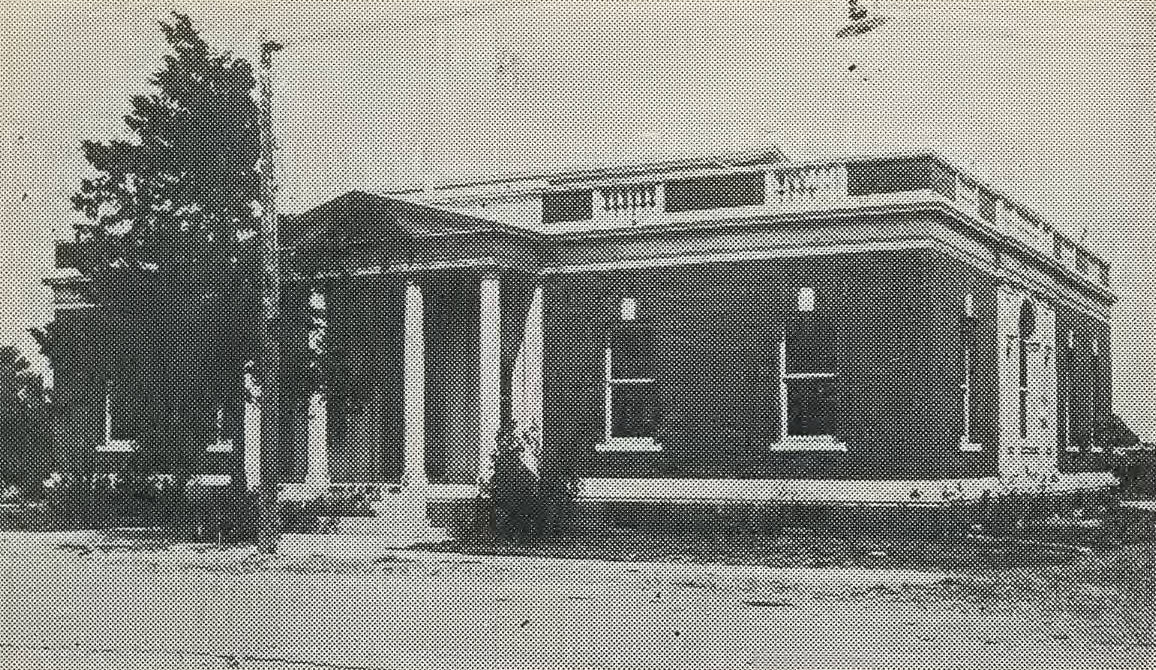
Федеральное здание в Коммерсе (фото 1920 года)

Торговый городок был образован, когда два торговца по имени Уильям Джерниган и Джосайя Джексон основали торговый пост и торговый магазин там, где находится современный центр города. Сельская местность к северо-востоку представляла собой открытую прерию, первоначально известную как Коровий холм. Город был основан в 1872 году и назван «Коммерс» из-за процветающей экономической деятельности среди хлопковых полей и идеальных земель для ферм и ранчо между Средними и Южными Серными реками в богатой прерии блэк-гумбо на северо-востоке округа Хант. Город основан в 1885 году. Два года спустя компания Commerce построила железную дорогу для перевозки товаров из Форт-Уэрта, а девять лет спустя Уильям Л. Мэйо, преподаватель колледжа, перевел педагогический колледж Восточного Техаса из северо-восточного техасского города Купер в Коммерс после того, как первоначальная школа в Купере была уничтожена пожаром. Мэйо оставался президентом колледжа, ныне известного как Texas A & M University-Commerce, до своей смерти в 1917 году и похоронен на территории кампуса.
Законодательное собрание Техаса назвало Коммерс «столицей Буа д’Арк» (произносится «лук-дарк») из-за ее расположения в географическом центре коренного ареала дерева Буа д'Арк. Второе по величине дерево буа д’Арк в Техасе, «Биг Макс», признанное Национальными лесами знаменитыми и историческими деревьями, расположено в черте города. Ежегодный Бал в Буа д’Арк, проводимый каждый сентябрь, отдает дань уважения местным деревьям, которые сыграли жизненно важную роль в дни пограничья, обеспечив фундаменты, заборы и оружие коренных американцев. The Bash празднуют с продавцами декоративно-прикладного искусства, едой, парадом, детской игровой зоной, театрализованным представлением, вином, музыкальными развлечениями, забегом на 5 км и шоу автомобилей и грузовиков.

## География
Город находится в 106 км к северо-востоку от Далласа, в 85 км к юго-востоку от Шермана, в 61 км к юго-западу от Парижа и в 32 км к северо-западу от Серных источников. Гринвилл, центр округа Хант, находится в 24 км к юго-западу от Коммерса по шоссе 224 и в 29 км по шоссе 24 и I-30.
По данным Бюро переписи населения США, общая площадь Коммерса составляет 20,7 км², из которых 20,5 км² — суша и 0,2 км², или 0,94 %, — вода. Средняя река Сера, часть водораздела Ред-Ривер, протекает с северной стороны Коммерса и является частью его северной границы.

### Климат
Климат Коммерса является частью влажного субтропического региона. Температура сильно меняется в течение года. В Коммерсе жаркое, влажное и сухое лето, типичное для большей части Техаса, и весенние температуры выше средних. В Коммерсе более низкие осенние и зимние температуры с более сильным похолоданием из-за его северного расположения в естественной прерии. Весна — самая сильная часть сезона штормов, поскольку грозы очень распространены, и известно, что в этом районе и вокруг него образуются торнадо.

## Население

### Количество жителей по десятилетиям
| Год переписи | Население |
| ------------ | --------- |
| 1890         | 810       |
| 1900         | 1800      |
| 1910         | 2818      |
| 1920         | 3842      |
| 1930         | 4267      |
| 1940         | 4699      |
| 1950         | 5889      |
| 1960         | 5789      |
| 1970         | 9534      |
| 1980         | 8136      |
| 1990         | 6825      |
| 2000         | 7669      |
| 2010         | 8078      |
| 2020         | 9090      |

### Жизнь населения
По данным переписи населения США 2020 года, в городе проживало 9090 человек, 2853 домашних хозяйства и 1620 семей. Плотность населения составляла 417,32 / км2. Насчитывалось 3589 единиц жилья со средней плотностью 164,77 / км2. Насчитывалось 2853 домохозяйств, из которых в 18,9 % воспитывались дети в возрасте до 18 лет, 38,2 % представляли собой супружеские пары, проживающие вместе, и в 36,5 % домохозяйств проживали женщины без супруга. Средний размер семьи составлял 3,34 человека.
Возрастная группа: 6,5 % моложе 5 лет, 18,9 % моложе 18 лет и 81,1 % старше 18 лет. Люди в возрасте 65 лет и старше составляют 8,1 % населения. Средний возраст жителей составил 23,9 года.
Средний доход семьи в городе составлял 34 946 долларов, а средний доход семьи — 52 188 долларов. Около 32,1 % населения были ниже черты бедности, в том числе 33,6 % из них моложе 18 лет и 12,6 % тех, кто в возрасте 65 лет и старше.

## Экономика
Благодаря тому, что Коммерс является сельским университетским городком недалеко от Далласа, экономика Коммерса оставалась стабильной в течение многих лет с постепенным ростом за счет открытия новых предприятий и реконструкции других. Большинство крупных предприятий города окружают местный университет, а количество студентов университета больше, чем сам город. Центр города находится примерно в одной миле от университета и является центром городских праздников. В центре города расположены бары, рестораны, магазины модной одежды, канцелярских товаров, комиссионный магазин, офисы по недвижимости, офисы подготовки налоговых деклараций, страховое агентство, Торговая палата, банки и жилые помещения в стиле лофт.

### Здравоохранение
В Коммерсе находится Региональный медицинский центр Ханта, отделение неотложной помощи IV уровня и травматологический пункт. Когда-то больница была частью Пресвитерианской системы здравоохранения в Далласе, но примерно с 2010 года переходит из рук в руки. Главный медицинский центр находится в соседнем Гринвилле, и в Коммерсе также есть три кабинета врачей первичной медицинской помощи, один хиропрактик, дородовая клиника, два стоматологических кабинета и центр физиотерапии.

## Образование
Город обслуживается независимым школьным округом Коммерс. В настоящее время в работают следующие школы:
- Начальная школа Коммерса (до K-2)
- Переменно-начальная школа (3-5)
- Средняя школа Коммерса (6-8)
- Высшая школа Коммерса (9-12)

## Спорт
В университете Коммерса соревнуются в дивизионе NCAA I FCS и являются членом Конференции Southland A & M-Commerce Lions соревнуются в футболе (мужчины), волейболе (женщины), баскетболе (мужчины и женщины), футболе (женщины), софтболе (женщины), гольфе (мужчины и женщины), легкой атлетике (мужчины и женщины) и беге по пересеченной местности (мужчины и женщины). Футбол очень популярен как среди университета, так и в городе, поскольку болельщики из близлежащих городов, включая Гринвилл и Серные источники, придут поддержать футбольную команду A & M-Commerce Lions, а средняя посещаемость футбольных матчей превышает 6000 человек. A & M-Commerce Lions завоевали множество титулов почти во всех видах спорта, в которых они соревнуются. Они также завоевали шесть национальных титулов: мужской баскетбол (1954—1955), мужской гольф (1965), футбол (1972, 2017) и мужской теннис (1972, 1978).
Начиная с 2022 года программы по легкой атлетике в Техасском университете A & M Коммерс начнут четырехлетний переходный период в NCAA Division I и присоединятся к Конференции Southland по всем видам спорта с 1 июля 2022 года.

## Достопримечательности

### Самое высокое здание
Самой заметной достопримечательностью города Коммерс является Сэмюэл Х. Уитли Холл, 12-этажное здание в кампусе A & M-Commerce. Это самое высокое здание между Далласом и Тексарканой. Здание названо в честь бывшего президента университета Сэмюэля Уитли, который служил с 1924 по 1946 год. Здание высотой 146 футов (45 м) служит общежитием для традиционных первокурсников кампуса.

### Детский музей Северо-восточного Техаса
В городе Коммерс находится детский музей Северо-Восточного Техаса. Музей предоставляет детям игровой и творческий опыт обучения. Здесь представлено множество практических выставок и программ, рассчитанных на детей в возрасте от 2 до 10 лет. Музей посещают многие школьные округа из Далласа,Форт-Уэрта и Северо-Восточного Техаса.

### Озеро Джима Чепмена
Озеро Джима Чепмена (ранее известное как озеро Купер) расположено примерно в 25 минутах езды к востоку от Коммерса, между Купером и Серными источниками. На озере Джима Чепмена можно покататься на лодках, поплавать и порыбачить. Государственный парк Купер-Лейк расположен вдоль северного берега озера. В парке есть несколько мест для пикников, кемпингов и большая зона для купания на озере Джима Чепмена. В парке также есть несколько пешеходных и конных маршрутов.